# Sîq

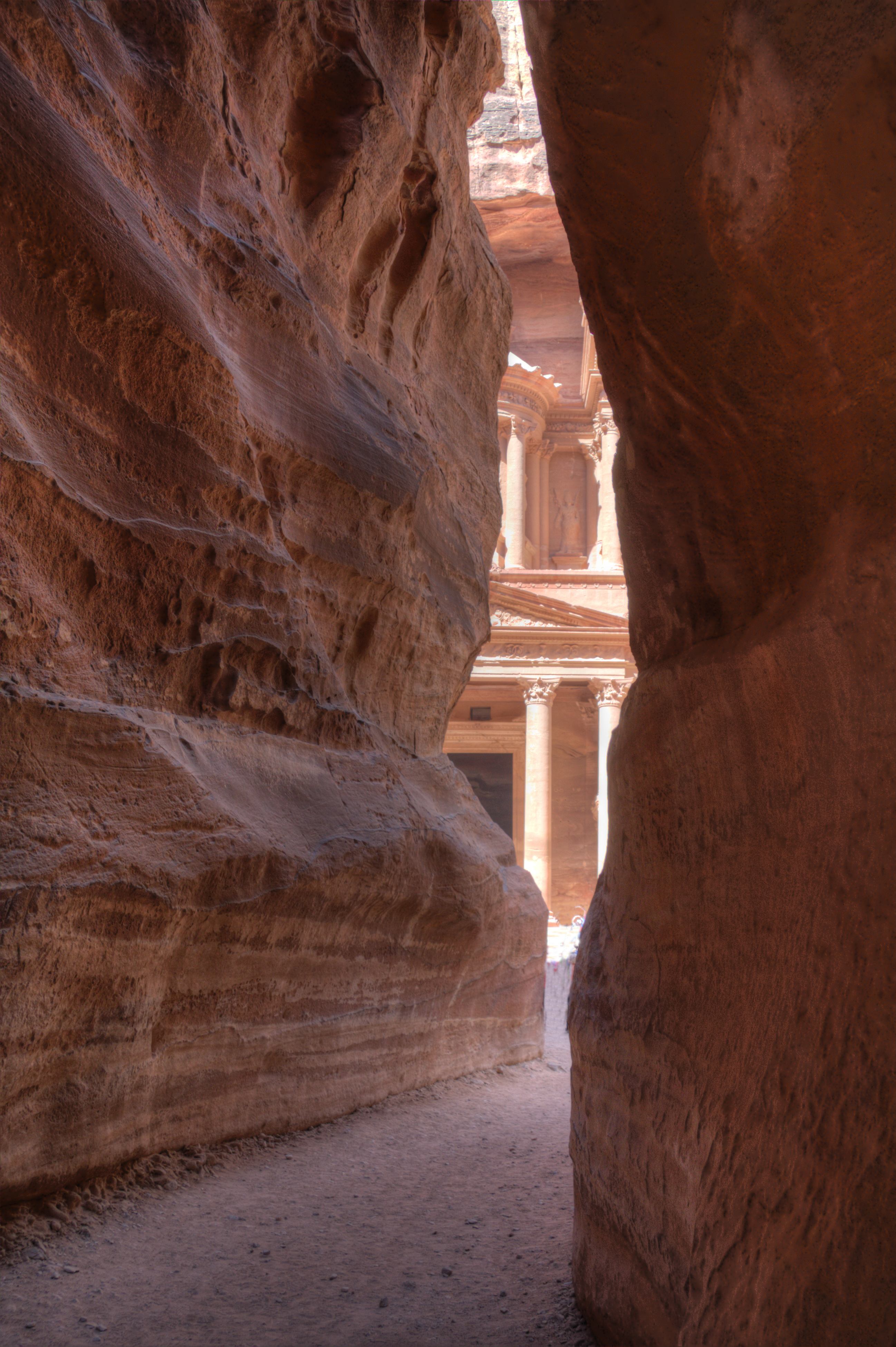
La façade de grès rose du « Khazneh », à l'embouchure du Sîq.

Le Sîq (de l'arabe السيق as-Siq, « le fossé ») est un défilé long de 1 200 m environ, orienté approximativement est-ouest, étroit et sinueux, qui forme l'entrée de la ville antique de Pétra en Jordanie.

## Description
La largeur du Sîq ne dépassant pas une dizaine de mètres (et moins de 3 m par endroits), avec des parois de plusieurs dizaines de mètres de hauteur, cela en faisait un endroit facile à défendre.
C'est le cours d'eau Wadi Moussa qui a creusé le canyon dans les grès du Paléozoïque, il y coulait jusqu’au village de Wadi Moussa, bordé par des lauriers-roses. Comme il était sujet à des crues épisodiques, les Nabatéens avaient détourné le Wadi Moussa par un barrage et un tunnel.
C'est ce tunnel situé juste avant l'entrée du Sîq qui a été restauré pour éviter les crues saisonnières meurtrières comme celle de 1963 qui fit 24 victimes, dont l'abbé Jean Steinmann. Le Sîq avait aussi une fonction irrigatrice grâce aux deux aqueducs creusés dans ses parois qui assuraient l'apport essentiel de l'eau à la cité de Pétra.
C'est un peu avant l'entrée du Sîq que se trouvent quelques-unes des plus anciennes tombes monolithiques taillées dans des grès blancs.
L'entrée du Sîq était surmontée d'une grande arche dont il ne reste aujourd'hui que des traces sur un côté du canyon, à cause des ravages de l'érosion, des tremblements de terre et des crues. Tout le long des murs se trouvent des petites niches votives contenant des sculptures de dieux.
Juste avant la sortie vers la ville sur la paroi de gauche, on devine les vestiges d'une sculpture très abîmée qui représentait un dromadaire et des chameliers arrivant à leur destination : la grande ville caravanière et capitale des Nabatéens.
La pénombre et l'étrangeté du lieu donnent l'impression d'une voie processionnaire importante.
À l'extrémité de la gorge, après une demi-heure de marche, se trouve la Khazneh, l'un des plus beaux monuments de Pétra, à la façade taillée directement dans la roche.
Ce passage est protégé, car depuis le 6 décembre 1985, le site de Pétra est inscrit sur la liste du patrimoine mondial de l'UNESCO.
À noter au début du défilé (30° 19′ 19″ N, 35° 27′ 40″ E), un accès après passage du tunnel construit par les Nabatéens à un autre canyon, plus étroit et difficile d'accès, parfois surnommé le « petit Sîq », débouchant au nord de Petra à proximité des tombes chrétiennes (30° 20′ 10″ N, 35° 27′ 33″ E). Le site peut être dangereux à certaines saisons et non recommandé pour des personnes peu sportives.

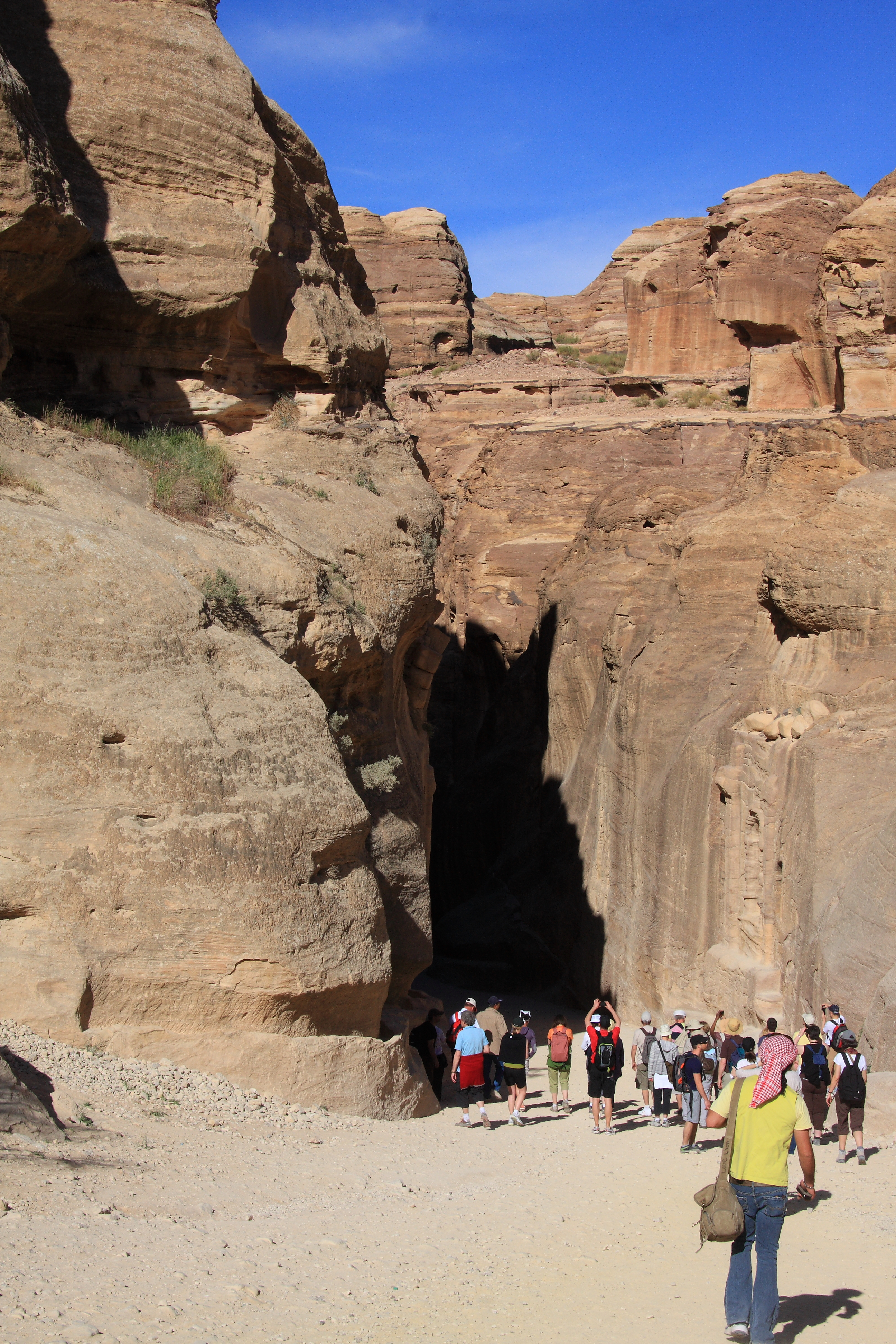
L'entrée du Sîq.
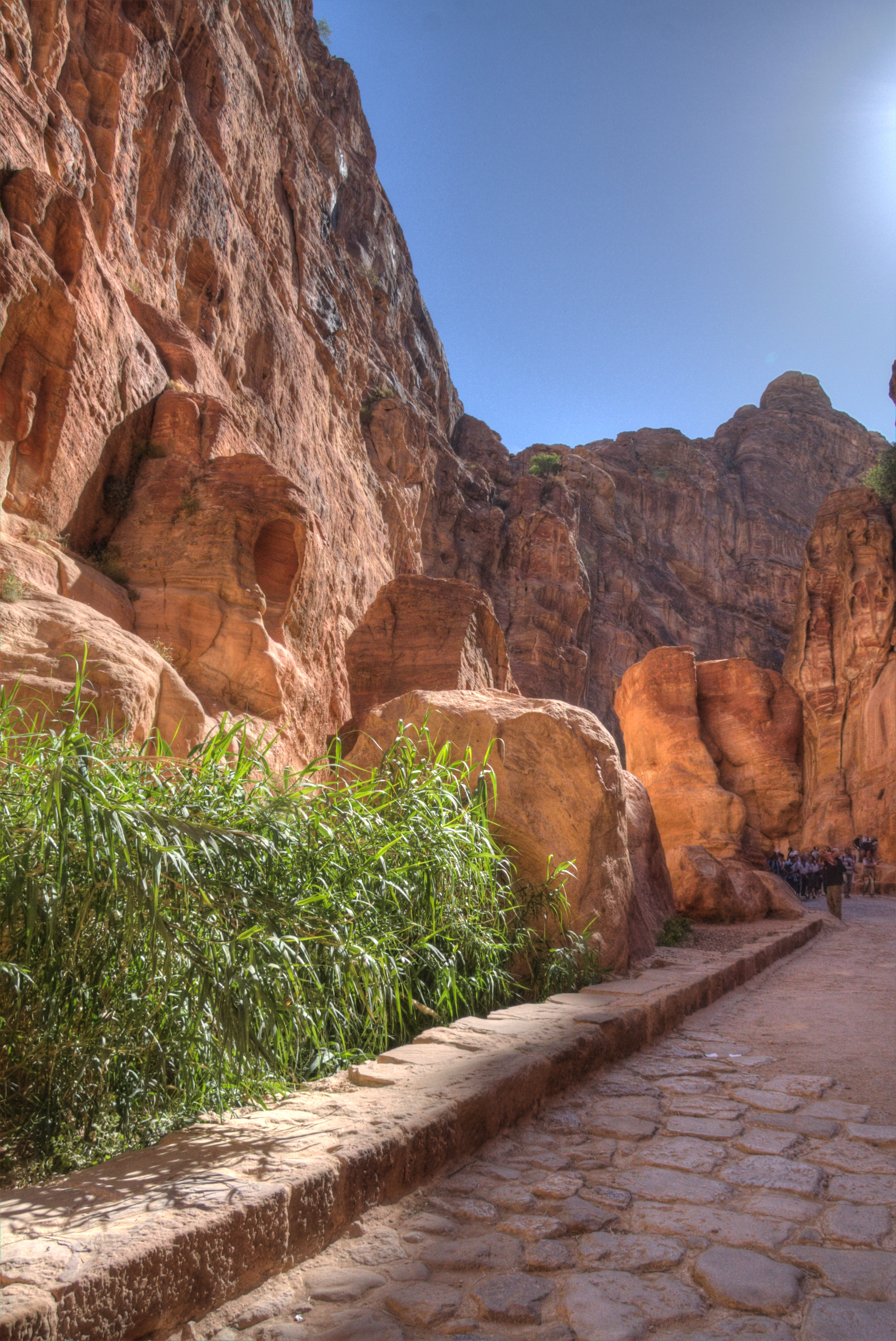
Un peu de végétation.
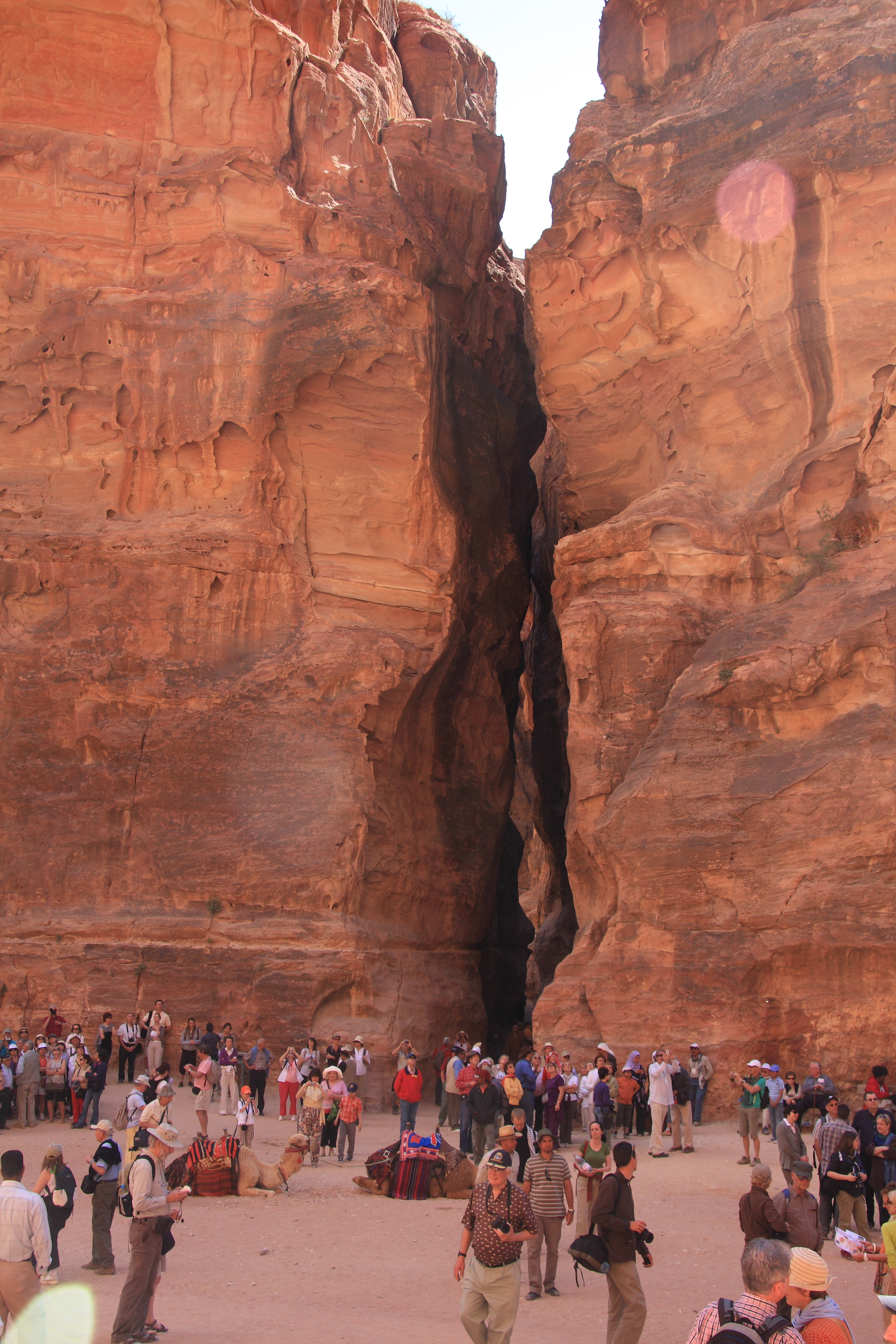
Le Sîq vu du Khazneh.
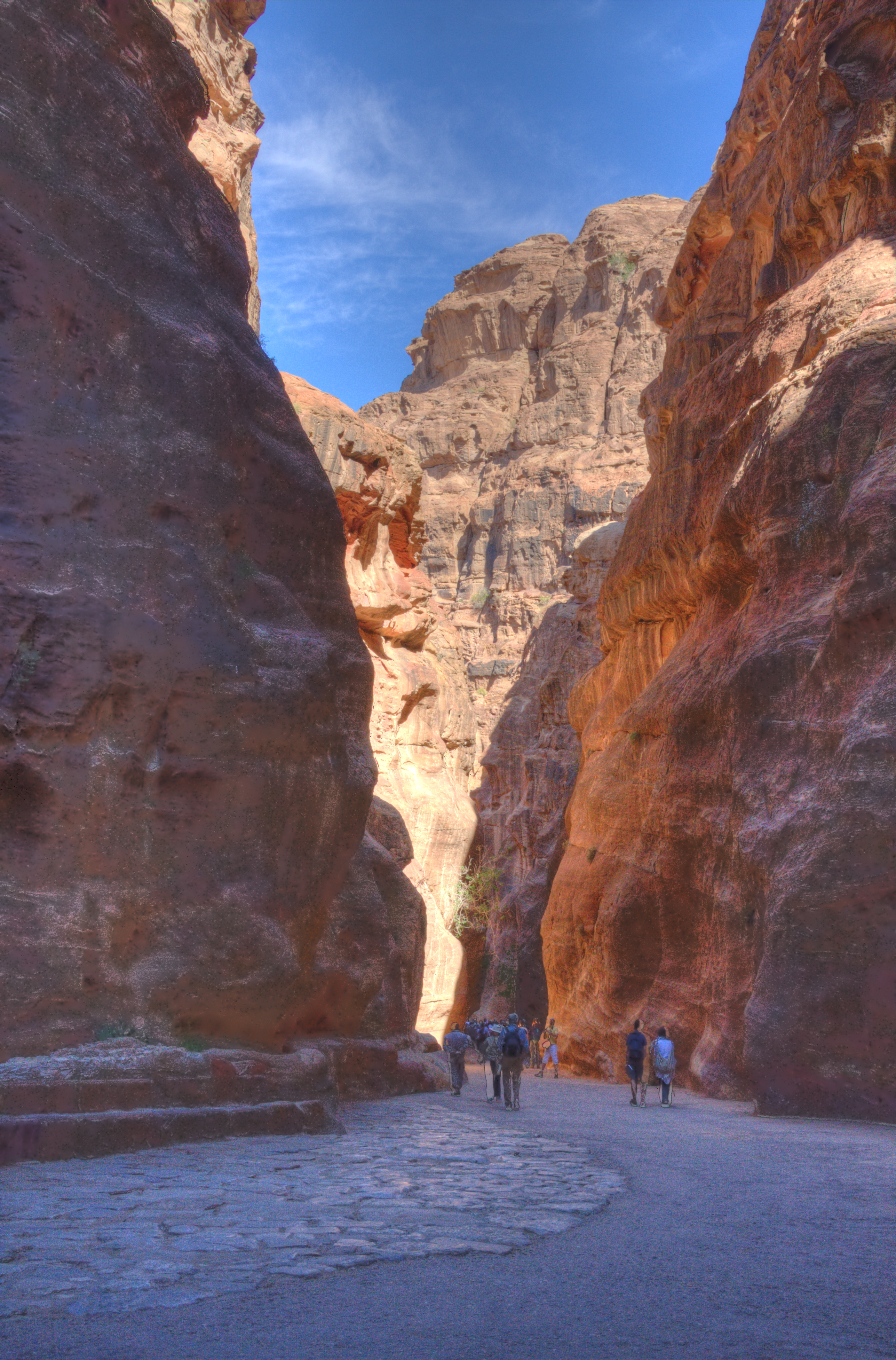
Le Sîq avec à droite l'un des aqueducs.
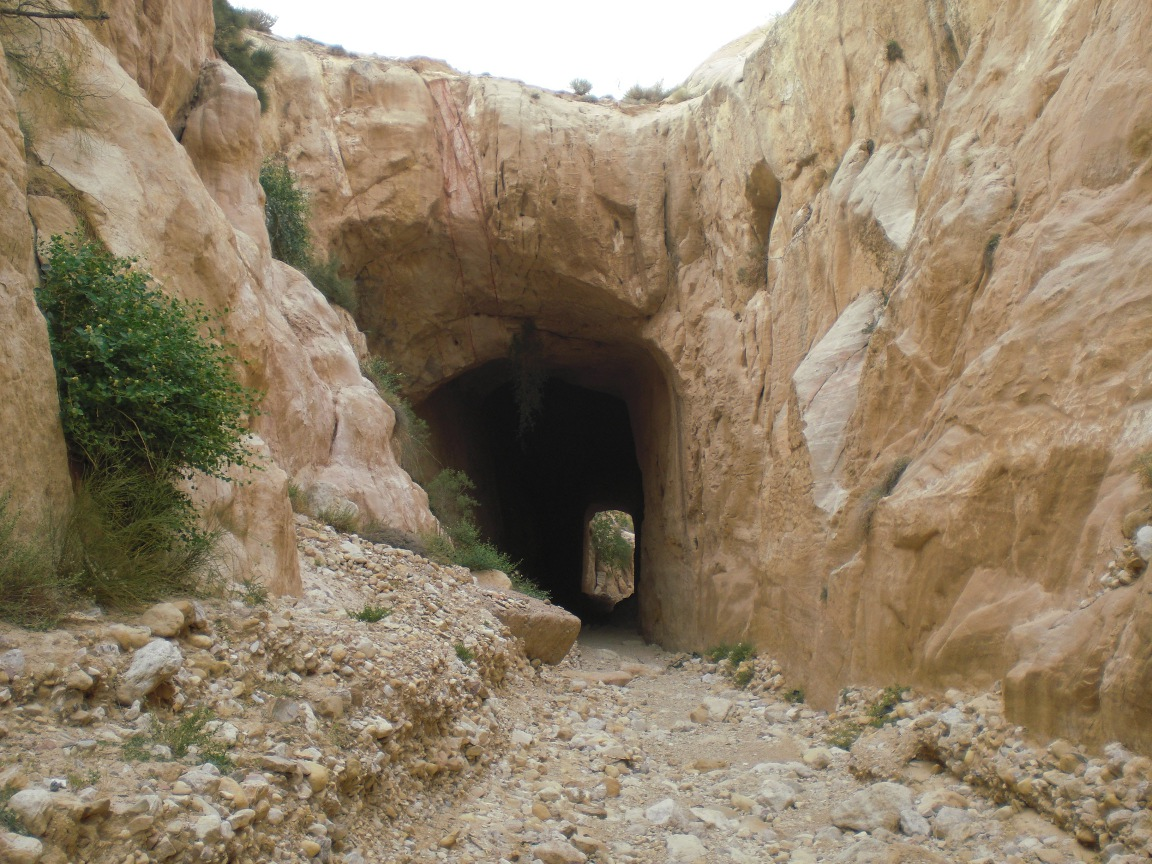
Le tunnel de dérivation construit par les Nabatéens, entrée amont du « petit Sîq ».